# Agrotis inversa
Agrotis inversa là một loài bướm đêm trong họ Noctuidae.